# Peatlands Park Railway
| Alan-Keef-Diesellokomotive                                                                          |                           |             |             |
| Streckenverlauf (links oben)                                                                        |                           |             |             |
| Streckenlänge:                                                                                      | 1,5 km                    |             |             |
| Spurweite:                                                                                          | 914 mm (engl. 3-Fuß-Spur) |             |             |
| |                           |             |             |
| \| \| \| \| \| \| \| \| \| \| \| \| \| \| \| \| \| \| Bahnhof \| \| \| \| \| Lokschuppen \| \|      |                           |             |             |
| Strecke von links · Strecke quer · Strecke von rechts                                               |                           |             |             |
| Strecke · Strecke                                                                                   |                           |             |             |
| Strecke · Strecke                                                                                   |                           |             |             |
| Abzweig geradeaus und nach links · Abzweig quer und nach links · Bahnhof quer · Strecke nach rechts |                           | Bahnhof     | Bahnhof     |
| Betriebs-/Güterbahnhof Streckenende                                                                 |                           | Lokschuppen | Lokschuppen |

Die Peatlands Park Railway ist eine als Parkeisenbahn genutzte Schmalspurbahn mit einer Spurweite von 3 Fuß (914 mm) südlich von Dungannon im County Armagh, Nordirland.

## Lage und Geschichte
Die Schmalspurbahn wurde erstmals 1901 als Torfbahn in einem Torfstich genutzt. Sie verläuft im Peatlands Park, einem 266 Hektar großen Gebiet, das seit 1990 dem Schutz der nordirischen Umweltbehörde unterstellt ist. Es wurde als Sonderforschungsbereich (Area of Special Scientific Interest, ASSI) ausgewiesen. Der Peatlands Park beherbergt eine besonders reichhaltige Auswahl an Fauna und Flora in Torfmooren und bietet seinen Besuchern 16 km lange Spazier- und Wanderwege.
Im Park liegen zwei 1980, d. h. schon vor der Parkgründung, unter Schutz gestellte Naturschutzgebiete, Annagarriff (77 ha) und Mullenakill (22 ha). Annagarriff beherbergt die einzige Kolonie schottischer Waldameisen in Irland.